# Astrorhizoides
Astrorhizoides ist eine Gattung gehäusetragender, meeresbewohnender Einzeller aus der Gruppe der Foraminiferen.

## Merkmale
Die Gehäuse sind frei, die raue Oberfläche besteht aus mehreren Schichten gröberer Partikel aus dem Sediment auf einem organischen Trägermaterial und wird von einer dicken, unregelmäßig verzweigten Röhre gebildet, deren Arme leicht flexibel sind. Anders als bei den Astrorhiza fehlt ein linsenartiger Mittelteil. Eine feste Schicht organischen Ursprungs kleidet das Innere aus und ragt aus den an den Enden der Arme liegenden Aperturen hervor.

## Verbreitung
Astrorhiza wurden im nördlichen und südlichen Atlantik wie Pazifik sowie dem Arktischen Ozean gefunden.

## Systematik
Die Gattung galt lange als Untergattung der Gattung Astrorhiza und wurde 1969 als eigenständige Gattung abgeteilt. Arten sind:
- Astrorhizoides polygona (Typusart)

## Nachweise
- Alfred R. Loeblich, Jr., Helen Tappan: Foraminiferal genera and their classification, E-Book des Geological Survey Of Iran, 2005, Online